# Go the Distance
«Go the Distance» (с англ. — «Пройти путь») — песня из мультфильма Disney 1997 года «Геркулес». Написана композитором Аланом Менкеном и поэтом Дэвидом Зиппелем. Первоначально исполнена американским актёром Роджером Бартом, который озвучивал в фильме Геркулеса. Американский певец Майкл Болтон записал поп-версию песни для финальных титров фильма и включил её в свой альбом 1997 года All That Matters. В испанской версии песня исполняется озвучившим Геркулеса Рики Мартином, как в фильме, так и в титрах. Эта версия включена в альбом певца под названием Vuelve.

## Производство
«Go the Distance» была одной из двух песен, написанных для Геркулеса в фильме. Второй стала «Shooting Star», исполненная Boyzone, которая не попала в финальную версию, но включена в саундтрек к фильму. Партитуру оригинальной версии песни можно найти в Songbook Алана Менкена.

## Реакция критиков
Кристиан Клименсон из Filmtracks счёл «Go the Distance» единственной песней-спасителем из, в целом, неудачного саундтрека. Он раскритиковал версию Роджера Барта за его «плаксивый» и «раздражающий» голос, но похвалил исполнение Майкла Болтона
В книге «Пути быть мужчиной» было написано, что фраза «пройти путь» является ярким примером того, как темы «выражаются языком спорта и соревнований» на протяжении всего фильма. На сайте Den of Geek песню сочли «одним из величайших гимнов и мотивационных мантр Disney для всех честолюбивых спортсменов и божеств». В Moviepilot предположили, что падающая звезда во время «Go the Distance» означала летящих на волшебном ковре Аладдина и Жасмин. В The Globe and Mail сравнили его с песней Duddy Kravitz «Leaving St. Urbain Street», а в Boing Boing провели параллели с «Just Around the Riverbend» из Покахонтас. На сайте песню Vulture посчитали «вдохновляющей».

## Награды и места в хит-парадах
Песня была номинирована на премию «Оскар» за лучшую оригинальную песню и на премию «Золотой глобус» за лучшую оригинальную песню. Обе награды, однако, были присуждены песне Селин Дион «My Heart Will Go On» из фильма Джеймса Кэмерона «Титаник». «Go the Distance» достигла 24-го места в чарте Billboard Hot 100 и заняла первое место в чарте Hot Adult Contemporary Tracks, став девятой песней Болтона, возглавляющей этот чарт.

## Версии

### Версия фильма
Песня была записана американским актёром Роджером Бартом в его роли в фильме как поющий голос Геркулеса.
«Go the Distance» исполняется в фильме Геркулесом (15 лет), который обладает божественной силой и ему становится все труднее соответствовать своим сверстникам. Песня служит молитвой Геркулеса к богам, чтобы они помогли ему найти свое истинное место. Его молитвы услышаны, поскольку он оказывается давно потерянным сыном Зевса, царя богов. Геркулесу также говорят, что он должен стать настоящим героем, чтобы воссоединиться со своим отцом на горе Олимп. Номер позже повторяется, когда Геркулес отправляется в поисках настоящего героя, заявляя, что он хочет «пройти путь», чтобы проявить себя.

### Версия Майкла Болтона
Американский певец и автор песен Майкл Болтон записал поп-версию песни для фильма. Эта версия была позже включена в его альбом 1997 года All That Matters.
Музыкальное видео для версии Болтона снял Дэни Джейкобс. Разделы из музыкального видео были сняты в Большом зале Бруклинского музея и показывают, как Болтон исполняет песню, в перерезах со сценами из «Геркулеса». Vocal Spectrum сделали кавер на эту версию.

#### Персонал
- Майкл Болтон – ведущий вокал;
- Уолтер Афанасьев – музыкальные клавиатуры, басовые синтезаторы;
- Дэн Ши[англ.] – дополнительные музыкальные клавиатуры, программирование;
- Дэвид Глисон – программирование синклавира[англ.];
- Майкл Ландау[англ.] – гитара;
- Тим Пирс[англ.] – гитара;
- Джон Робинсон[англ.] – барабаны;
- Джереми Лубок – аранжировка оркестра и дирижирование;
- Джесси Леви – подрядчик оркестра;
- Сэнди Гриффит – бэк-вокал;
- Клейтовен Ричардсон[англ.] – бэк-вокал;
- Джини Трейси – бэк-вокал.

#### Чарты
| Чарт (1997)       | Высшая позиция |
| ----------------- | -------------- |
| Billboard Hot 100 | 24             |

### Версия Рики Мартина
Рики Мартин записал испаноязычную версию «Go the Distance» из саундтрека к Геркулесу под названием «No Importa la Distancia» (англ. No Matter the Distance) (рус. Путь не имеет значения). Он был выпущен как сингл 1 июля 1997 года. Позже он был включен в альбом Мартина Vuelve 1998 года. Музыкальное видео было также выпущено. Песня достигла десятого места в Latin Pop Songs в США.

#### Чарты
| Чарт (1997)                       | Высшая позиция |
| --------------------------------- | -------------- |
| США (Billboard Latin Pop Airplay) | 10             |

##### Форматы и списки треков
Европейский CD-сингл
1. «No Importa la Distancia» исполнено Рики Мартином – 4:51
2. «Já Não Há Distancia» исполнено Рики Мартином – 4:45

Европейский CD макси-сингл
1. «No Importa la Distancia» исполнено Рики Мартином – 4:51
2. «Já Não Há Distancia» исполнено Рики Мартином – 4:45
3. «Go the Distance» (Cast Version) исполнено Роджером Бартом – 3:13

### We Love Disney
Кавер на песню были сделаны на разные языки для серии We Love Disney
- Гаррисон Крейг[англ.] для We Love Disney, Australia[англ.] в 2014[12]
- Жан-Батист Монье для We Love Disney, France 2[фр.] в 2014[13]
- Андреа Нардинокки[итал.] для We Love Disney, Italy[итал.] в 2015[14]
- Давид Бисбаль для We Love Disney, Latin America в 2016[15]

## Другие выступления
В 1998 году эта песня была использована в трибьют-видео в честь центрового Нью-Йорк Никс Патрика Юинга из НБА в Мэдисон-сквер-гарден за несколько минут до 3-й игры полуфинала Восточной конференции против Индиана Пэйсерс.
В 2000 году The Lettermen сделали кавер на эту песню для своего альбома Greatest Movie Hits.
Квартет парикмахеров Vocal Spectrum записал аранжировку из четырёх частей в качестве последнего трека своего альбома 2008 года Vocal Spectrum II.
«Go the Distance» фигурирует в триумфальной части фейерверков Happily Ever After в Волшебном Королевстве в Диснейуорлде.
В апреле 2020 года, во время пандемии COVID-19, Disney Broadway Stars исполняет «Go the Distance» при самоизоляции.
А капелла хоральная аранжировка единственного припева песни представлена в сценической адаптации франшизы Disney Channel «Наследники» в исполнении «Auradonian Choir».